# Stadion Miejski w Laktaši
Stadion Miejski – stadion sportowy w Laktaši, w Bośni i Hercegowinie. Może pomieścić 2000 widzów. Swoje spotkania rozgrywają na nim piłkarze klubu FK Laktaši.